# 环球邮报
《环球邮报》（英語：The Globe and Mail）是一份在加拿大全国发行的英语报纸，以多伦多为基地并在全国六个城市印刷。每周读者量935,000，是加拿大最大的全国性发行报纸，周銷量居《多伦多星报》之后为第二大日报。《环球邮报》被认为是加拿大最佳报纸之一與檔案紀錄報。它隶属貝爾傳媒集团。

## 历史

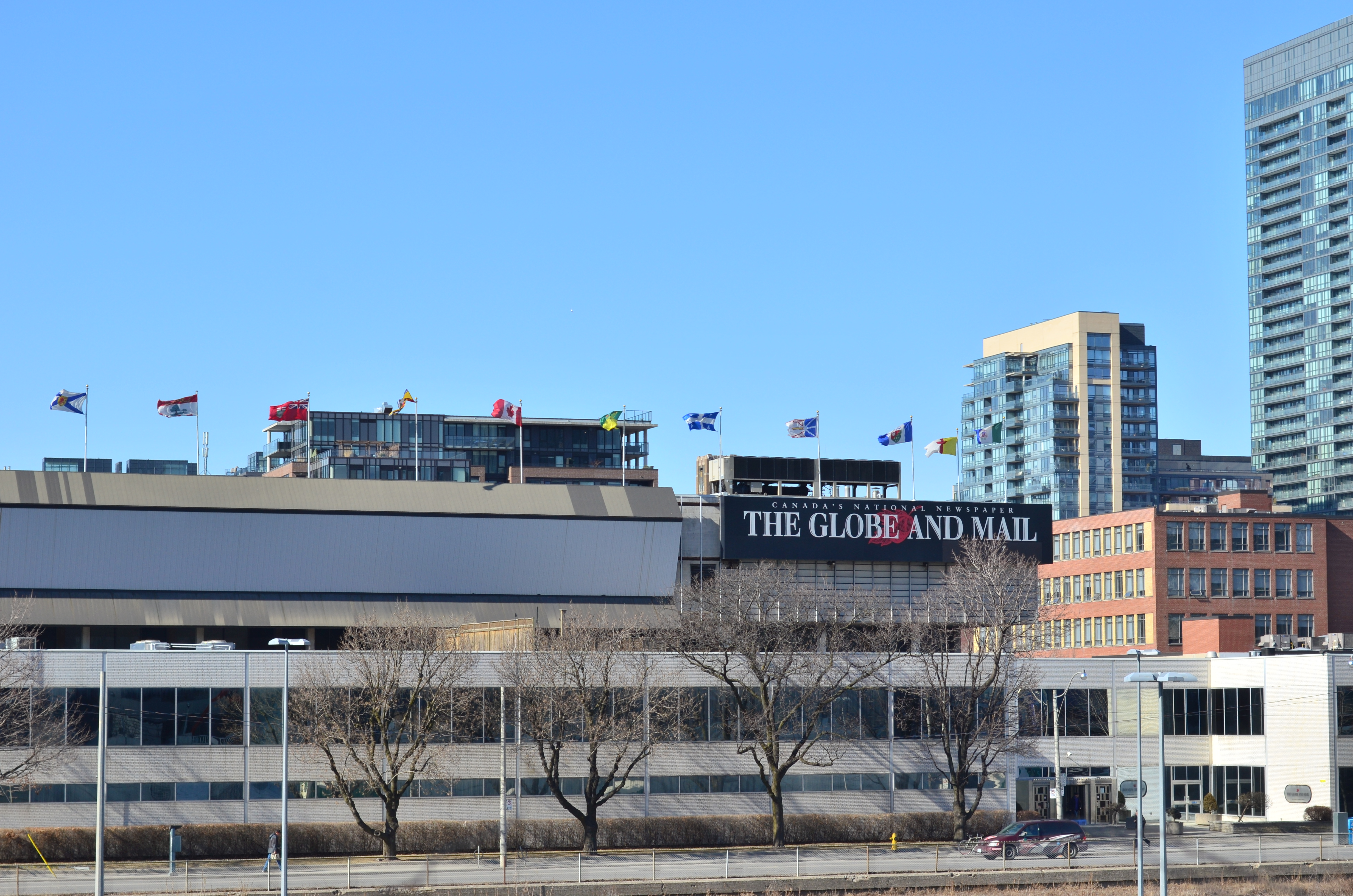
《環球郵報》社多倫多總部

《環球郵報》的前身《環球報》（The Globe）於1844年由蘇格蘭裔移民喬治·布朗創立，以週報形式發行。布朗後來成為加拿大聯邦其中一位同盟之父，而他的自由派傾向則促使他尋求Clear Grits（即加拿大自由黨先身）的支持。布朗當時亦是改革黨的一分子，而他起初亦將《環球報》當成是改革黨的喉舌。他後來卻意識到報業内潛在不少商機，所以決定改為吸納更多的自由派讀者以擴大讀者群。他選擇引用一句來自Junius的話作為社論版的題詞（「真正忠於首席裁判官的人既不會提倡、亦不會服從武斷的擧措」），而這句題詞至今還每天在社論版上出現。
截至19世纪50年代，《環球報》已经成为独立并具良好声望的日报。在加拿大联邦建立后，它开始通过火车系统在安大略省内发行。20世纪初，《環球報》在欄目中加上照片及增開一个为女性而设的栏目，並取「加拿大的全國性報章」為口號，沿用至今。报社开始在其他城市开设分局，并向國内其他地方提供订阅服務。
另一方面，布朗的對頭，加拿大保守黨政客约翰·亚历山大·麦克唐纳於1872年創辦《多倫多郵報》。麥克唐納是第一任加拿大總理，亦創辦了加拿大保守黨的前身，而《多倫多郵報》亦成為保守黨的喉舌。《多倫多郵報》於1895年與《多倫多帝國報》合併成《帝國郵報》，再於1936年與《環球報》合併成《環球郵報》。合併前《環球報》和《帝國郵報》的發行量分別為7萬8千份和11萬8千份，而是次被媒界形容為「小魚吞鯨魚」的合併是由矿业巨头{{le|威廉·亨利·莱特|William Henry Wright|萊特]]的代表George McCullagh策劃，McCullagh並成為《環球郵報》合併後的首任出版人。McCullagh于1952年自杀後，《環球郵報》被售予蒙特利尔的韦伯斯特家族。而《環球郵報》在多倫多本地市場的佔有率被《多倫多星報》奪去的同時，開始轉移視線，改為擴展其全國發行量。
總部設於温尼伯，並於全國擁有多份地區性報章的FP出版社於1965年收購《環球郵報》。該報於1962年創辦的財經版（Report on Business）備受FP出版社所重視，亦建立了該報在多倫多商界中的聲望。FP出版社与环球邮报於1980年被出售给由肯尼斯·汤姆逊的家族所经营的汤姆逊集团。
《環球郵報》一直以来是晨报。自20世纪80年代，在下列6座加拿大城市中發行不同的地區版本：哈利法克斯、蒙特利尔、多伦多（几个不同版本）、温尼伯（实际在緬尼托巴省布兰登市印刷）、卡尔加里与温哥华。1995年，报纸开设了网站globeandmail.com，除了在印刷报纸上的内容另拥有其自己的内容与记者。這后来催生了侧重于金融和投资相关新闻的伙伴网站globeinvestor.com。2004年，globeandmail.com的部分内容被限制为付费订阅者才能浏览。
《環球郵報》的控制權於2001年售予电信公司贝尔加拿大，但汤姆逊家族仍是其最大股东。貝爾在此一年前也收购了加拿大最大的私營電視網絡CTV電視網。《環球郵報》和CTV後來被合并为一家隸屬贝尔加拿大的新公司，取名贝尔环球传媒，汤姆森家族仍保留少数股权。2005下半年，BCE减少其股份，使得汤姆逊家族（通过其控股公司Woodbridge）持有40%的股权。BCE，《多倫多星報》的母公司Torstar和安大略教师养老金计划各控其20%股权。

## 政治立场
《環球報》在與《帝國郵報》合併之前已廣泛被認為是上加拿大精英群（包括多倫多商界，以及代表學術界和政府機關的知識分子）的發聲筒。合併後，《環球郵報》在每一次聯邦大選不是支持加拿大自由黨便是支持加拿大進步保守黨（後者已於2003年與加拿大聯盟合併成新的加拿大保守黨），但亦曾兩度於省選支持新民主黨，分別是1991年的沙省大選和1991年的卑詩省大選；新民主黨在兩次省選均告捷，並組成新一任省政府。
《環球郵報》在二戰後的立場雖然一般被認為是較為保守，並偏向商界建制派，但歷史學家David Hayes卻察覺到該報在這個時期的社評對嬉皮士和同性戀人士給與正面的評價，擁護福利國家的大部份原則，反對越戰，以及支持大麻合法化。該報於1967年發表的一篇社論支持同性戀合法化，其中一句「一個國家的人民在睡房中的所作所為，不應被其政府所干擾」後來被總理杜魯多引用，更成為他最廣為人知的口號之一。
1980及90年代由William Thorsell出任編輯期間，該報極力擁護時任總理梅隆尼提倡的美加自由貿易政策，以及旨在促使魁北克省確認加拿大憲法的米池湖協定和查洛城協定。該報在1995年魁北克全民公投當日發表的社論大幅度引用梅隆尼發表支持該兩項協定的演説。與此同時，該報亦繼續在社會問題上持較自由派的立場，如支持毒品非刑事化（該報對上一篇支持可卡因非刑事化的社論於1995年發表）和擴展同性戀人士的權益。
該報於1990年代與2000年代初期主要支持總理克里田和馬丁的自由黨政府所推行的政策，卻於2006年聯邦大選轉而支持哈珀領導的加拿大保守黨。

## 近况
《環球郵報》於近年曾對其模式及版面進行修改，包括引入彩色相片、書評欄目、以及一個覆蓋藝術、娛樂及文化消息的版面。雖然該報於全國各地有售並自稱為「加拿大的全國性報章」，但某程度上仍擔當多倫多地區報章的角色，並有發行只限於多倫多版的地區欄目。而該報亦因此被批評為過度集中於大多倫多地區而忽視國内其他地區所關心的事物（而對《紐約時報》則是相反的批評，它在擴大關注全美的同時極力縮減關於紐約的版面），亦被批評者譏為《多倫多環球郵報》或「多倫多的全國性報章」。為了增加在溫哥華地區的市場佔有率，《環球郵報》近年亦在其卑詩版中增設三頁的卑詩省新聞。 
《環球郵報》其他諷刺性的別名包括「Mop and Pail」和「Grope and Flail」，兩者均由效力該報多年的詼諧專欄作家Richard J. Needham所取。卑詩大學學生報《Ubyssey》曾發行一份題為「Glib and Male」的諷刺性報章，而懷雅遜大學新聞系於2008年春季發行的評論報則提及到「Old and Male」一個別名，主要是指該報的大部份員工和目標讀者群。
另一份全國性英文報章《国家郵報》於1998年創刊後，曾有業内分析者預期《環球郵報》和《全國郵報》會展開一場“全國報業大戰”，但到目前為止《環球郵報》的銷情一直比《全國郵報》理想。
《環球郵報》於2007年4月23日對其版面設計進行重大修改，亦統一了旗下數個網站的瀏覽模式。該報亦新增了一個題為「Globe Life」的生活信息版，被外界認為是嘗試與對頭《多倫多星報》爭奪讀者的舉動。此外，該報亦仿效北美其他報章般不再提供詳細股價列表，以及改用寬度縮窄至12英寸的紙張進行印刷。

## 关键人物

### 高级编辑
- Cathrin Bradbury（英语：Cathrin Bradbury），主编(features)
- Neil A. Campbell（英语：Neil A. Campbell (newspaper editor)）, 执行编辑
- Edward Greenspon（英语：Edward Greenspon）, 兼总编辑
- Colin MacKenzie（英语：Colin MacKenzie）, 编辑管理 (新闻)
- Tom Maloney（英语：Tom Maloney）, 体育编辑
- Stephen Northfield（英语：Stephen Northfield）, 国际新闻编辑
- David Walmsley, 国内新闻编辑
- 约翰·斯塔克豪斯（英语：John Stackhouse (Globe and Mail)）, 编辑, 商务报告
- Sylvia Stead（英语：Sylvia Stead），代理编辑
- John Geiger（英语：John Geiger (Globe and Mail)）, editorial board editor
- 帕特里克·马丁 (Patrick Martin)，评论编辑
- Jill Borra（英语：Jill Borra），Globe生活版编辑

### 涉外报道
北美
- Paul Koring（英语：Paul Koring），华盛顿分局局长
- Barrie McKenna（英语：Barrie McKenna），华盛顿分局
- Sinclair Stewart（英语：Sinclair Stewart），纽约分局局长
- Simon Houpt（英语：Simon Houpt），纽约分局

欧洲
- Doug Saunders（英语：Doug Saunders），欧洲分局局长(伦敦)
- Elizabeth Renzetti（英语：Elizabeth Renzetti），欧洲分局(伦敦)
- Eric Reguly（英语：Eric Reguly），欧洲分局(罗马)
- Graeme Smith（英语：Graeme Smith (journalist)），莫斯科分局局长
- Jane Armstrong（英语：Jane Armstrong），莫斯科分局

中东、亚洲和非洲
- Mark MacKinnon（英语：Mark MacKinnon），中东分局局长(耶路撒冷)
- Geoffrey York（英语：Geoffrey York），亚洲分局局长(北京)
- Carolynne Wheeler（英语：Carolynne Wheeler），中东分局(耶路撒冷)
- Stephanie Nolen（英语：Stephanie Nolen），非洲分局局长，约翰内斯堡

### 工作人员和专栏作家
- John Barber（英语：John Barber (columnist)）
- 克里斯蒂·布兰特福（英语：Christie Blatchford）
- 斯蒂芬·布伦特（英语：Stephen Brunt）
- Murray Campbell（英语：Murray Campbell (columnist)）
- John Doyle（英语：John Doyle (critic)）
- Eric Duhatschek（英语：Eric Duhatschek）
- Marcus Gee（英语：Marcus Gee）
- 威廉姆·休斯顿 (William Houston)
- John Ibbitson（英语：John Ibbitson）
- Michael Kesterton（英语：Michael Kesterton）, 社会研究
- Liam Lacey（英语：Liam Lacey）
- Roy MacGregor（英语：Roy MacGregor）
- Leah McLaren（英语：Leah McLaren）
- Elizabeth Renzetti（英语：Elizabeth Renzetti）
- Neil Reynolds（英语：Neil Reynolds）
- Doug Saunders（英语：Doug Saunders）
- Jeffrey Simpson（英语：Jeffrey Simpson）
- 玛格丽特·温特（英语：Margaret Wente）
- Hugh Winsor（英语：Hugh Winsor）
- 黄明珍
- Konrad Yakabuski（英语：Konrad Yakabuski）
- Deborah Yedlin

### 引用
1. ↑  . Worldpress.org. 2007  [2007-11-02]. （原始内容存档于2012-03-10）.
2. ↑  . 2008-03-12  [2008-03-12]. （原始内容存档于2008-05-03）.
3. ↑  National Audience Databank Survey （页面存档备份，存于）.
4. ↑  Globe and Mail, Oct. 30th, A12
5. ↑  .   [2008-09-01]. （原始内容存档于2008-05-15）.